# Море Акі

Море Акі.

Мо́ре А́кі (яп. 安芸灘, あきなだ, акі-нада) — відкрите море у західній частині Внутрішнього Японського моря. Розташоване між південним заходом префектури Хіросіма та північним заходом префектури Ехіме. Назване на честь історичної провінції Акі. На півночі обмежене островами Осакі-Сімо, Камі-Камаґарі, Сімо-Камаґарі й Курахасі, на сході — протокою Курусіма, на півдні — півостровом Таканава префектури Ехіме, а на заході — островом Ійо-Нака. Протяжність з півночі на південь — 30 км, з заходу на схід — 45 км. Східна частина моря називається морем Іцукі. Сполучає західну і східну частини Внутрішнього Японського моря, а також великі міста регіону — Хіросіму, Куре та Мацуяму. Багате на рибу, особливо на спарових і скумбрій. Зона підвищеної сейсмологічної активності.